# رسالة إلى جارسيا
رسالة إلى جارسيا مقالة إلهامية للكاتب والفيلسوف الأمريكي ألبرت هابرد عام 1899م، حققت هذه المقالة أعلى مبيعات للكاتب هاربد، مما جعله يضم إليها مقالات أخرى ونشرها في كتيب صغير بيع منه الملايين وتحول ليكون فيلمين سينمائيين وحلقات إذاعية فيما بعد.

## تاريخ النشر
كان أول نشر للمقالة عام 1899 بدون عنوان وفي مجلة فيليستين التي كان يرأس تحريرها ألبرت هابرد. وسرعان ما أعيد طبعه ككتيب ترويجي لسكة حديد نيويورك، ثم جعله كتابا.
حصل الكتاب على شعبية كبيرة جدا (وخاصة بين أصحاب العمل)، وطبع منه أكثر من 40 مليون نسخة، في 37 لغة. كما أصبح معروفا جيدا في الثقافة الشعبية والأعمال التجارية الأمريكية حتى منتصف القرن 20.

## السياق التاريخي

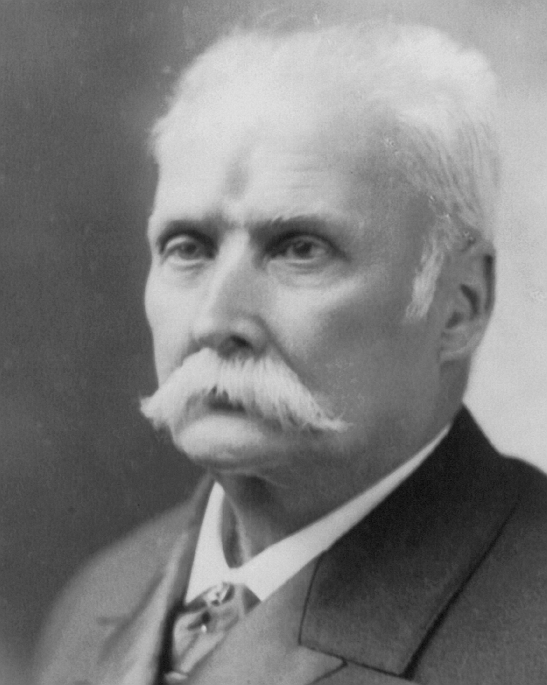
كاليكستو غارسيا في عام 1898

تبدأ القصة عام 1898، عندما نشبت حرب قصيرة بين الولايات المتحدة وإسبانيا التي استمرت لمدة 10 أسابيع، وكان الأسباب وراء هذه الحرب هي الفظائع التي ارتكبها المحتل الأسباني لدولة كوبا، بالإضافة إلى غرق سفينة حربية أمريكية في ظروف غامضة في ميناء هافانا. أراد الرئيس الأمريكي الجديد ويليام ماكينلي أن يتصل بالمتمردين الكوبيين ليخبرهم بأنه يقف إلى جانبهم ضد البطش الإسباني وطلب من العقيد آرثر ل. واغنر أن يختار واحدا من أفضل ثلاثة ضباط عنده ليرسلهم لمقابلة قائد الثوار الكوبيين كاليكستو غارسيا، وكانت المشكلة أمام الرئيس الأمريكي هو كيفية الاتصال بهذا القائد الشبح، الذي لا يُعرف له مكان ولا عنوان. وجه الرئيس الأمريكي السؤال إلى رئيس مكتب الاستخبارات العسكرية قائلا: كيف لي أن أعثر على رجل يحمل رسالة مني إلى جارسيا؟ على الفور جاء الرد: هناك ضابط في العاصمة واشنطن اسمه اندرو روان، سيحملها لك، ونجح اندرو بإصال الرسالة وعاد سالما وحصل على النيشان والتقدير. الغلبة كانت للأسطول الأمريكي في الحرب.

## وسائل إعلام أخرى
كان أول فلم لمقالة رسالة إلى جارسيا سنة 1916 من قبل توماس أ.أديسون، من إنتاج شركة الفيلم الصامت وإخراج ريتشارد ريدجلي. أما الفلم الثاني فكان في عام 1936، من إنتاج شركة فوكس القرن العشرين وإخراج جورج مارشال.
أما بالنسبة للإذاعة فقد بث أول برنامج إذاعي على راديو «سوسبنز» لمدة ثلاثة عشر دقيقة في 14 سبتمبر 1953.
أصدرت الفرقة فيسكوين في سياتل ألبوما خلال عام 2009 بعنوان رسالة إلى جارسيا.

## وصلات إضافية
- How I Carried the Message to Garcia by Andrew Summers Rowan.
- With Elbert Hubbard's theme in mind, A Message to Garcia by Otto Oldenburg.
- Un Message à Garcia : a french translation.